# Gilletinus williamsi
Gilletinus williamsi är en skalbaggsart som beskrevs av Henry Fuller Howden 1992. Gilletinus williamsi ingår i släktet Gilletinus och familjen Bolboceratidae. Inga underarter finns listade i Catalogue of Life.